# Осыково (Коростышевский район)
Осыково (укр. Осикове) — село на Украине, находится в Коростышевском районе Житомирской области.
Население по переписи 2001 года составляет 80 человек. Почтовый индекс — 12535. Телефонный код — 4130. Занимает площадь 0,628 км².

## Адрес местного совета
12535, Житомирская область, Коростышевский р-н, с.Шахворостовка